# Praia de Diani
Praia de Diani
A praia de Diani (em inglês:  Diani Beach) é uma praia e estância turística do Quénia, banhada pelo oceano Índico e a 30 km a sul de Mombaça.
Tem cerca de 25 km de comprimento e chega até à pequena cidade de Ukunda, que tem uma pequena pista de aviação. A zona é conhecida pelos seus recifes de coral, a vizinha Reserva Nacional das Colinas de Shimba e pelos macacos Colobus de cor branca e preta. Tem restaurantes de primeira categoria, hotéis e dois centros comerciais.
A praia de Diani é ainda um lugar popular para a prática de kitesurf.

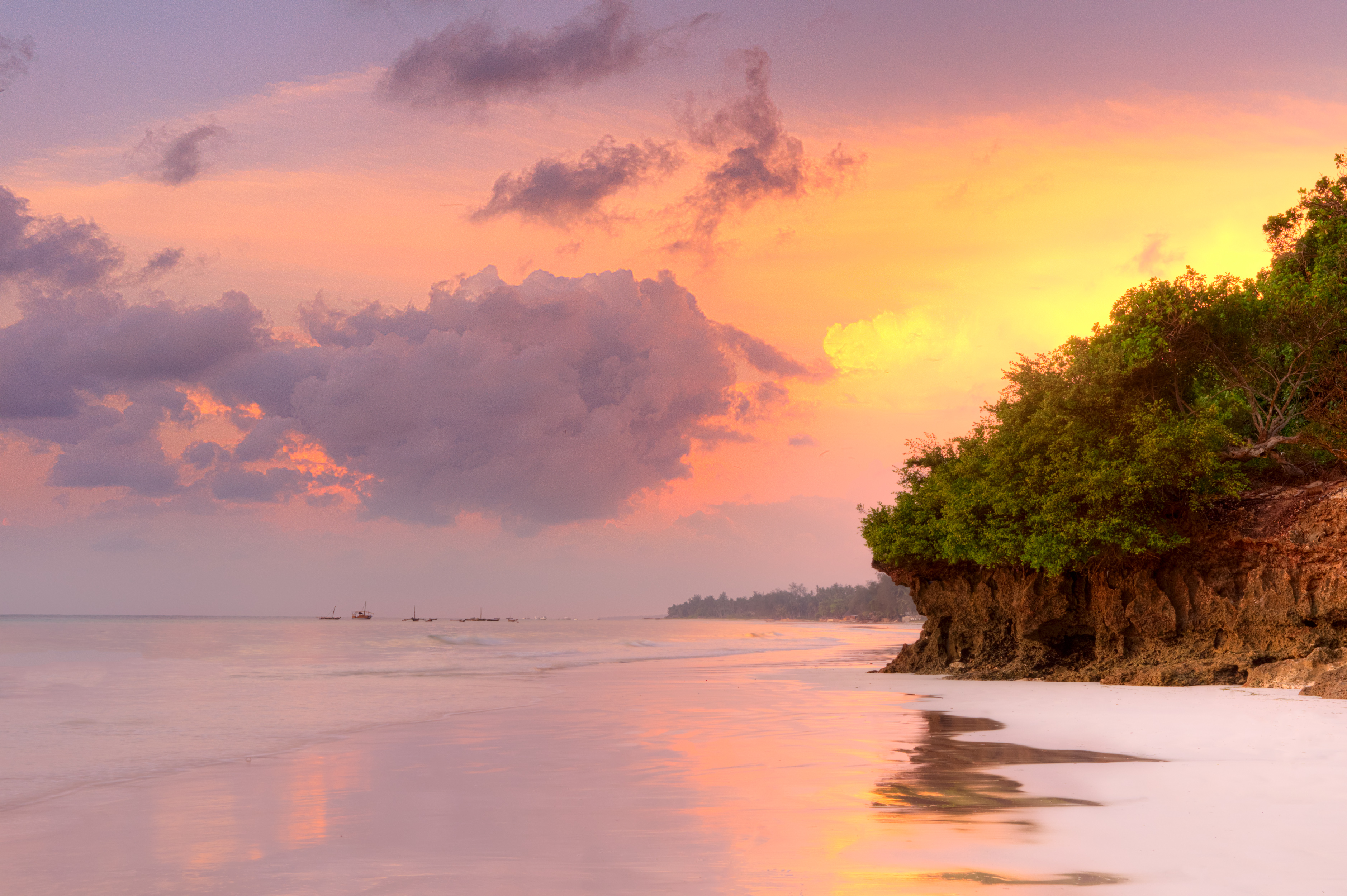
Nascer do Sol na praia de Diani